# Хельґо Зетерваль

Реставрація Скарського собору 1886–1894 рр. Автор: Хельґо Зетерваль.

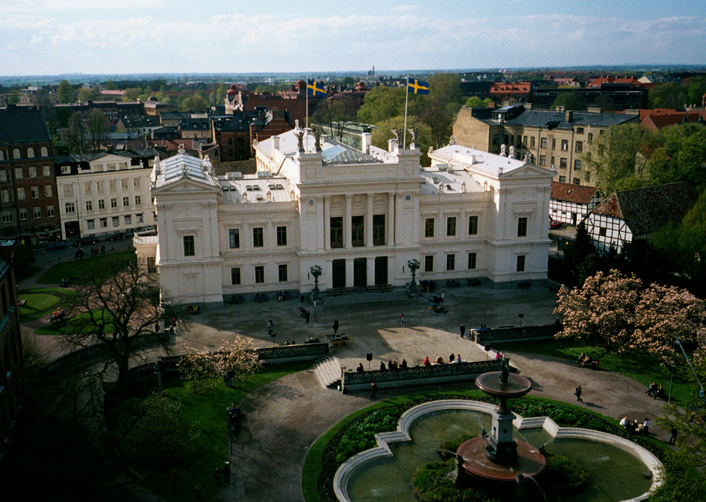
Головний корпус Лундського університету

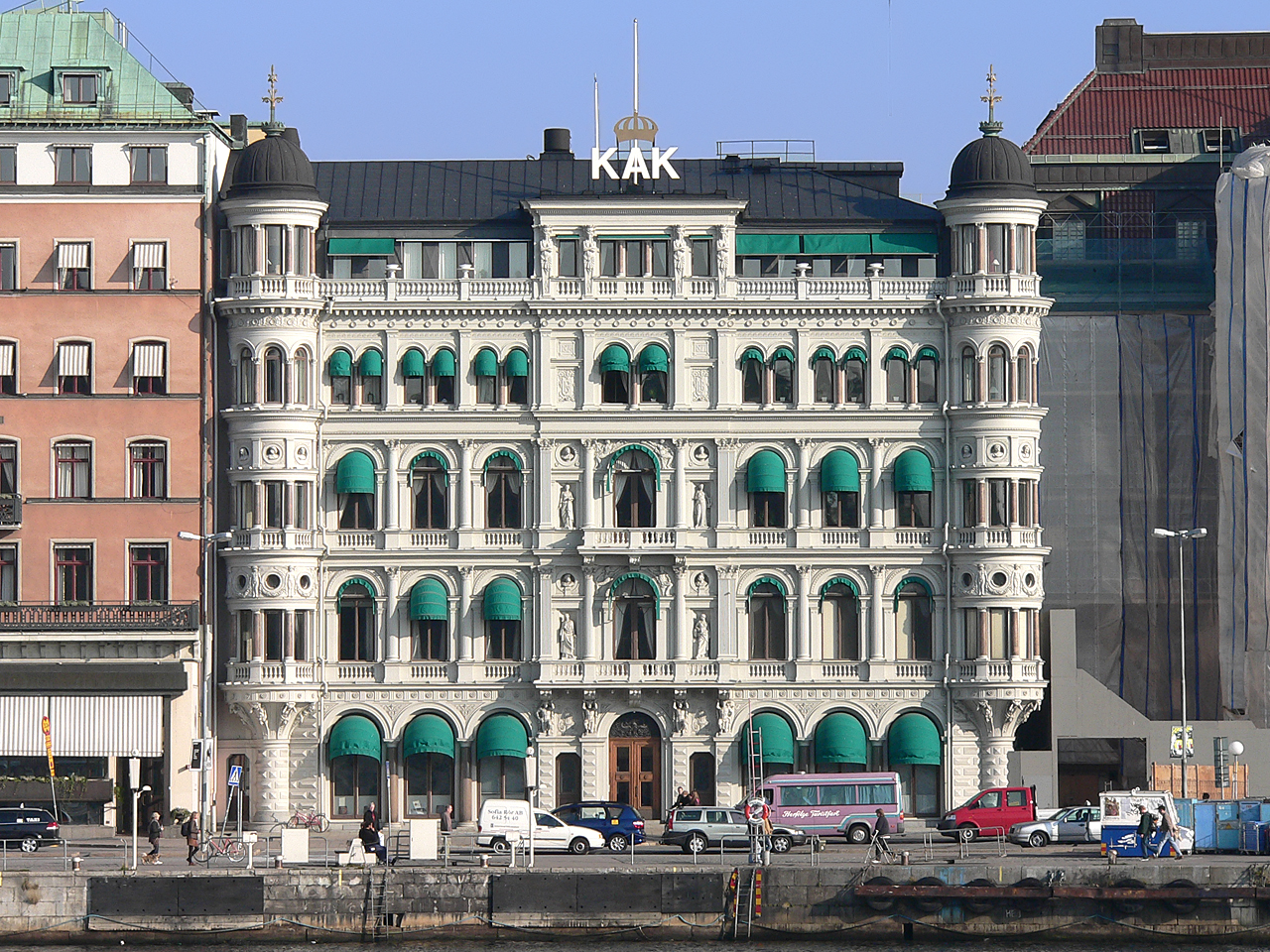
Боліндерський будинок в Стокгольмі

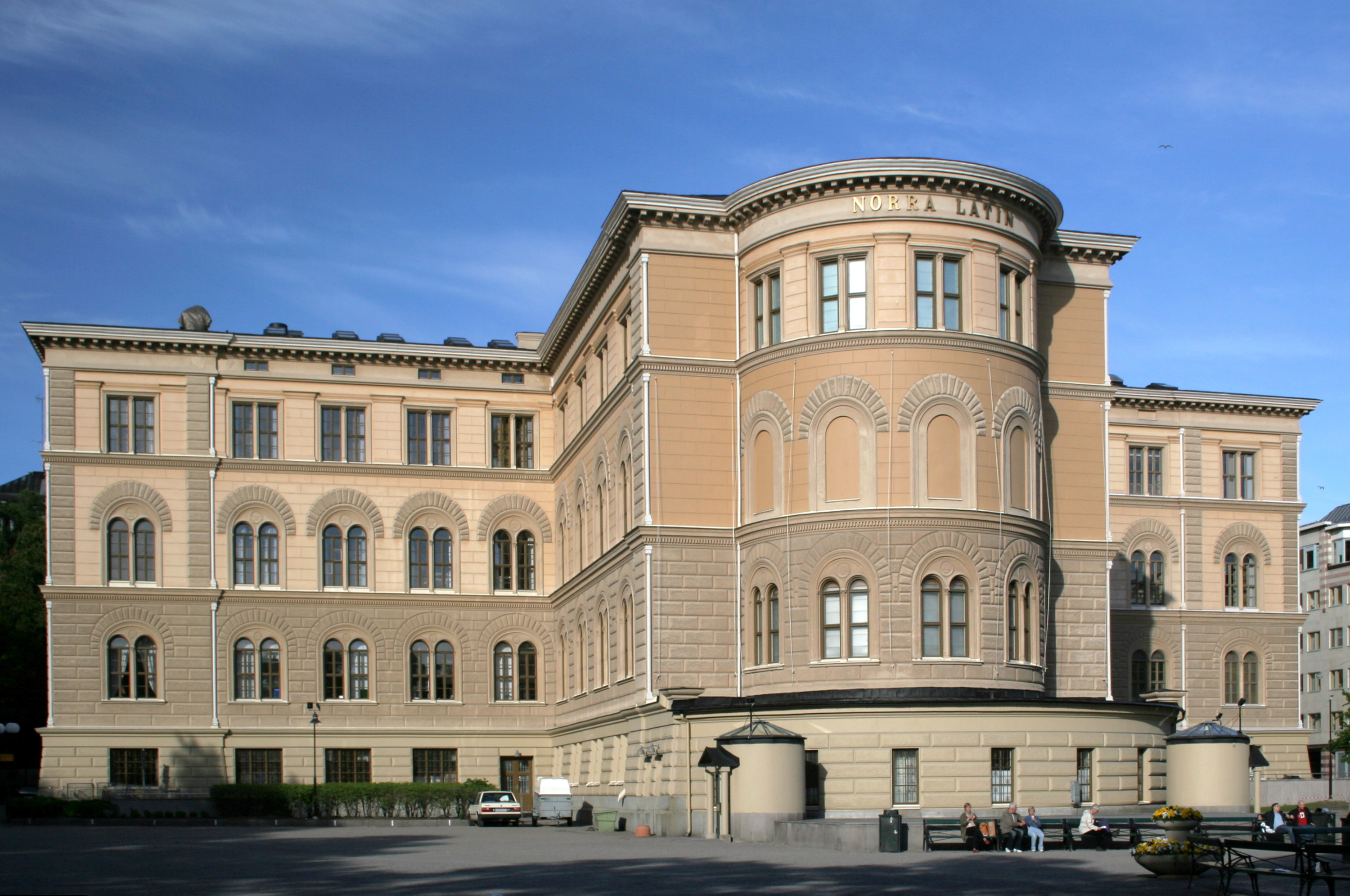
Північна Латина в Стокгольмі

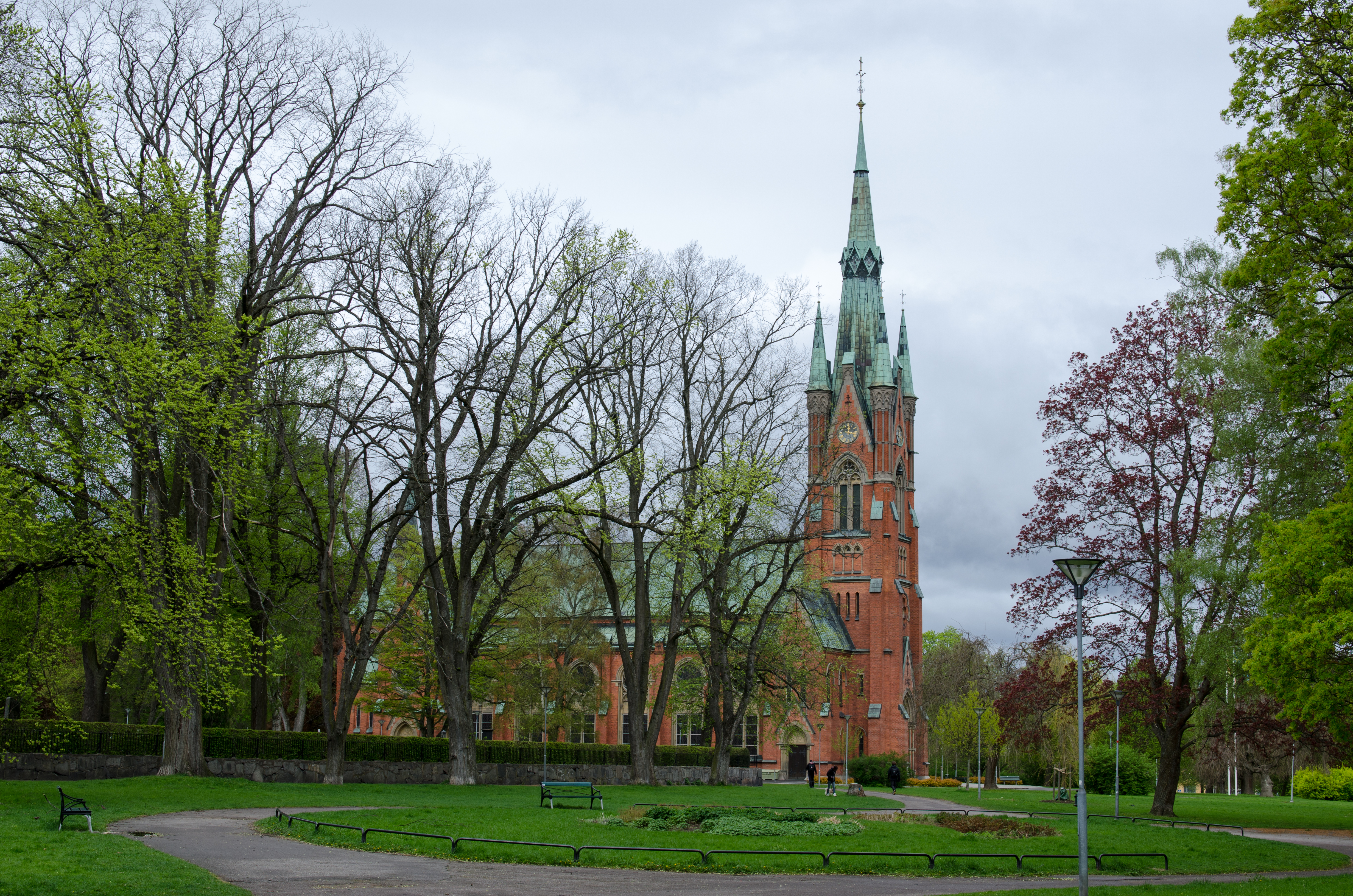
Церква Маттеуса, Норрчепінг

Хельґо Ніколаус Зетерваль (21 листопада 1831, Лідчепінг — 17 березня 1907, Стокгольмі) — шведський архітектор, кресляр і художник.

## Життєпис
Хельґо Зетерваль був сином шкіряника Пітера Зетерваля та Елізабет Лаґерґрен, а з 1861 одружився з Ідою Анною Крістіною Лаґерґрен і став батьком Фольке Зетерваля. Хельґо Зетерваль був професором Академії образотворчих мистецтв, а в 1882–1897 — суперінтендантом Офісу суперінтенданта. У 1884 став почесним членом Академії наук, а в 1897 — членом Академії наук. Зетерваль представлений на Соборній раді в Лунді колекцією акварельних картин за ініціативи Фредріка Вільгельма Шоландера та Національного музею . Меморіальна виставка з його мистецтвом і малюнками була показана в Музеї архітектури в Стокгольмі в 1966.
Хельґо Зетерваль виконував, серед іншого, реконструкцію соборів Лунда та Упсали у 1860–1902 та 1886–1893 рр. відповідно. Він також спроєктував відкритий у 1885, нині знесений готель Anglais в Стуреплані в Стокгольмі, який у 1959 був замінений новою будівлею в стилі модерн за малюнками Івара та Андерса Тенгбома.
У 2000 було засноване Шведське національне агентство нерухомості "Helgopriset", яке частково фінансується Меморіальним фондом Хельґо Зетерваля. Хельґо Зетерваль був батьком архітектора Фольке Зетерваля. Родина похована на Північному цвинтарі поблизу Стокгольма.

## Реставрації
Хельґо Зетерваль був архітектором, що користувався найбільшим попитом у відбудові старих будівель і церков у Швеції в період 1860–1900. У ідеалах стилю та принципах реставрації на нього сильно вплинув Ежен Віолле-ле-Дюк. Поступово виникла сильна критика (серед інших – Вернера фон Гейденстама) проти цих принципів реставрації.  Хельґо Зетерваль прагнув відтворити будівлі відповідно до ідеалів та у стилі, в якому вони були побудовані спочатку. Зміни та розширення, внесені протягом століть у стилі їхнього часу, були очищені та замінені новоствореними змінами.
Хельґо Зетерваль не мав на меті відновлювати будівлі так, як вони колись виглядали, а спроєктував їх так, як, на його думку, вони мали виглядати. Наприклад, вежі Упсали чи соборів Лунда ніколи раніше не виглядали так, як зараз.
Його реставрації, головним чином соборів Лінчепінгу, Скари та Уппсали, були піддані жорсткій критиці з боку наступного покоління, для якого реставрація передусім означала спроби зберегти стару архітектуру. З них, собор в Лінчепінгу є тим, де у зв’язку з перебудовою було знесено найменше середньовічної архітектури.
Тим не менш, його все ще можна критикувати не лише за  свого роду культурний вандалізм але також і за романтичний, згладжений стереотипний погляд на те, як це «мало» виглядати. Оскільки в молодості Зетерваль виглядав досить прогресивним, він отримував дедалі жорсткішу критику з боку сучасників.
За часів національного романтизму та функціоналізму репутація Зетерваля була дуже низькою, але звідтоді він був переоцінений, і тепер вважається одним з провідних шведських архітекторів 19 століття.

## Будівля парламенту Швеції
Хельґо Зетерваль також брав участь у плануванні нової будівлі Риксдагу на Гельгеандсгольмені в Стокгольмі. Жодна з пропозицій, які надійшли на оголошений конкурс, не була визнана достатньо хорошою. Натомість був найнятий Хельґо Зетерваль, який призначив молодого Арона Юхансона помічником. Креслення були завершені в 1890 і зустріли рішучий опір. Критика стосувалась не лише самої будівлі, а й місця розташування. Критики не думали, що таку монументальну і пишно декоровану споруду можна розмістити так близько до Королівського палацу. Вони також вважали, що Гельгеандсгольмен був занадто малим, щоб вмістити як Риксдаг, так і Риксбанк.
Питання балансу між замком і новою пам’яткою парламентаризму та конституційного правління було чутливим політично, психологічно та естетично. Коли будівельний комітет у 1892 вирішив перенести фасад будівлі Риксдагу ще на шість метрів відносно першого поверху, Хельґо Зетерваль подав у відставку. Арон Йохансон продовжував працювати наодинці з пропозиціями щодо будівель, і в 1897 король Оскар II заклав перший камінь у фундамент будівлі Риксдагу, яка була відкрита в 1905.

## Хронологія будівництва

### Виконані церковні проєкти
- 1860 Björketorps kyrka
- 1861 Bräkne-Hoby kyrka
- 1862 Lunds domkyrka (första ombyggnaden); 1864 (andra ombyggnaden); 1876-1878, 1880, 1882, 1885-1886 (detaljer)
- 1862 Össjö kyrka (tornet)
- 1862 Billinge kyrka
- 1862 Dagstorps kyrka (predikstol)
- 1862 Östra Strö (ombyggnad)
- 1862 Billeberga kyrka (orgelfasad)
- 1863 Begravningskapell, Sölvesborg
- 1863 Hästveda kyrka (ombyggnad)
- 1864 Östra Klagstorps kyrka
- 1864 Lilla Beddinge kyrka ; 1881 (detaljer)
- 1867 Västra Vrams kyrka
- 1867 Sörby kyrka, Lunds stift (ombyggnad)
- 1868 Håslövs kyrka; 1879 (orgelfasad)
- 1869 Nosaby kyrka
- 1870 Bräkne-Hoby kyrka (orgelfasad)
- 1870 Östra Vrams kyrka (reparation)
- 1871 Linderöds kyrka (reparation)
- 1872 Sankt Nicolai kyrka, Trelleborg (utvidgning); 1880 (detaljer)
- 1872 Sankt Olofs kyrka, Sankt Olof (restaurering)
- 1872 Vinslövs kyrka (orgelfasad)
- 1873 Österslövs kyrka; 1877 (detaljer)
- 1873 Våxtorps kyrka (tillbyggnad)
- 1874 Billinge kyrka (orgelfasad)
- 1874 Linköpings domkyrka (restaurering); 1878 (detaljer); 1880 (detaljer); 1885 (detaljer)
- 1875 Rängs kyrka (ombyggnad)
- 1875 Jäders kyrka (förändring)
- 1876 Nosaby kyrka (dopfunt)
- 1876 Äsphults kyrka (ombyggnad)
- 1876 Allhelgonakyrkan, Lund; 1886-1887 (detaljer)
- 1878 Skara domkyrka (restaurering); 1886 (detaljer); 1887 (detaljer)
- 1878 Färlövs kyrka (utvidgning)
- 1878 Rängs kyrka (detaljer); 1879 (orgelfasad)
- 1879 Kalmar domkyrka (läktare)
- 1880 Eriksbergs nya kyrka; 1881 (detaljer)
- 1880 Uppsala domkyrka (andra restaureringen); 1883 (tredje restaureringen); 1886-1887 (detaljer)
- 1881 Klara kyrka (förändring)
- 1886 Oscar Fredriks kyrka i Göteborg; 1887, 1891-1892 (detaljer)
- 1886 Tyska kyrkan, Stockholm (orgelfasad)
- 1887 Matteus kyrka, Norrköping (detaljer)

### Зведені громадські будівлі
- 1860 Göteborgs barnsjukhus
- 1861 Katedralskolan, Skara (klocktorn; rivet); 1865 (nybyggnad); 1870-1871 (detaljer)
- 1861 Sockenstuga i Billeberga socken
- 1862 Katedralskolan, Lund (portbyggnad); 1864 (tillbyggnad)
- 1862 Hälsingborgs högre allmänna läroverk för gossar
- 1863 Universitetssjukhuset i Lund
- 1864 De la Gardiegymnasiet, Lidköping (ombyggnad)
- 1865 Stationshuset i Helsingborg (fasad; riven)
- 1865 Malmö rådhus (ombyggnad)
- 1865 Industri- och lantbruksutställningen i Malmö (riven)
- 1865 Vattenstationshus i Eslöv (rivet)
- 1866 Lunds gamla observatorium (fasader)
- 1866 Folkskola i Lidköping
- 1867 Folkskola i Skara (riven)
- 1872 Folkskola i Trelleborg
- 1875 Trädgårdsskola och hovslagarskola i Alnarp
- 1876 Norra Latin, Stockholm; 1877-1878 (detaljer)
- 1876 Träne slöjdskola (riven)
- 1876 Universitetsplatsen i Lund (riven)
- 1876 Parkskolan i Lund
- 1877 Lunds universitets huvudbyggnad; 1878-1880 (detaljer)
- 1877 Kungshuset, Lund (ombyggnad)
- 1880 Palaestra et Odeum, Lund
- 1880 Sångsalen i Akademiska Föreningen, Lund
- 1881 Högevallsbadet
- 1884 Kungliga Operans tillbyggnad

## Вибрані твори

### Церкви
- Bräkne-Hoby kyrka
- Hällaryds kyrka
- Torhamns kyrka
- Carl Gustafs kyrka i Karlshamn (restaurering)
- Kapellkyrkogården i Sölvesborg

### Вілли
- Allhelgonakyrkan, Lund
- Kirurgiska kliniken, Lund ("Gamla kirurgen")
- Lunds domkyrka (ombyggnad)
- Lunds universitets huvudbyggnad
- Palaestra et Odeum
- Palais d'Ask
- Universitetsplatsen i Lund(riven)
- Zettervallska villan i Lund
- Quennerstedtska villan i Lund
- Tuna slott i Lund (rivet)

### Інші споруди
- Billinge kyrka
- Björnstorps slott
- Borgeby slott (ombyggnad)
- Bosjökloster (ombyggnad)
- Helsingborgs centralstation (riven)
- Handelsgymnasiet i Helsingborg
- Häckeberga slott
- Källstorps kyrka (tornet)
- Malmö rådhus (ombyggnad)
- Nosaby kyrka
- Sankt Nicolai kyrka, Trelleborg (total ombyggnad)
- Stinsbostaden i Eslöv
- Vombs kyrka]] (ombyggnad)
- Västerstads herrgård
- Västra Vrams kyrka
- Österslövs kyrka
- Västra Boulevarden 35, Kristianstad

### Стокгольм
- Hotell Anglais
- Bolinderska palatset
- Norra Latin
- Palmeska huset
- Klara kyrkas torn
- von Rosenska huset

### Інші місця
- Stora Hotellet i Jönköping
- Egeskov slott (ombyggnad)
- Oscar Fredriks kyrka i Göteborg
- Kalmar slott (ombyggnad)
- Linköpings domkyrka (ombyggnad)
- Matteus kyrka i Norrköping
- Skara domkyrka (ombyggnad)
- Djäkneskolan i Skara
- Uppsala domkyrka (ombyggnad)
- Hellidens slott
- Dagsnäs slott (ombyggnad)
- Stora Bjurum (ombyggnad)

## Галерея

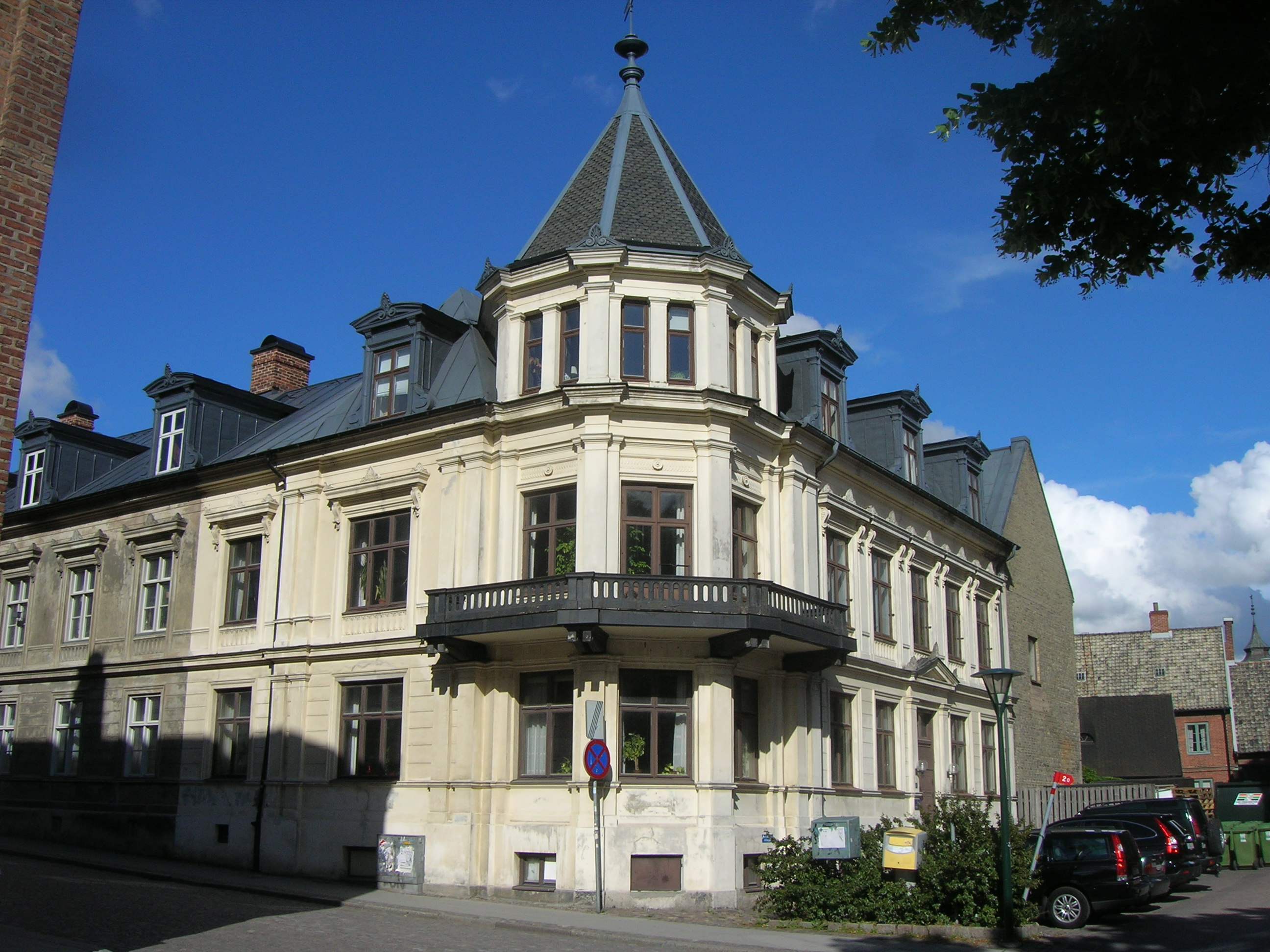
Palais d'Ask в Лунді
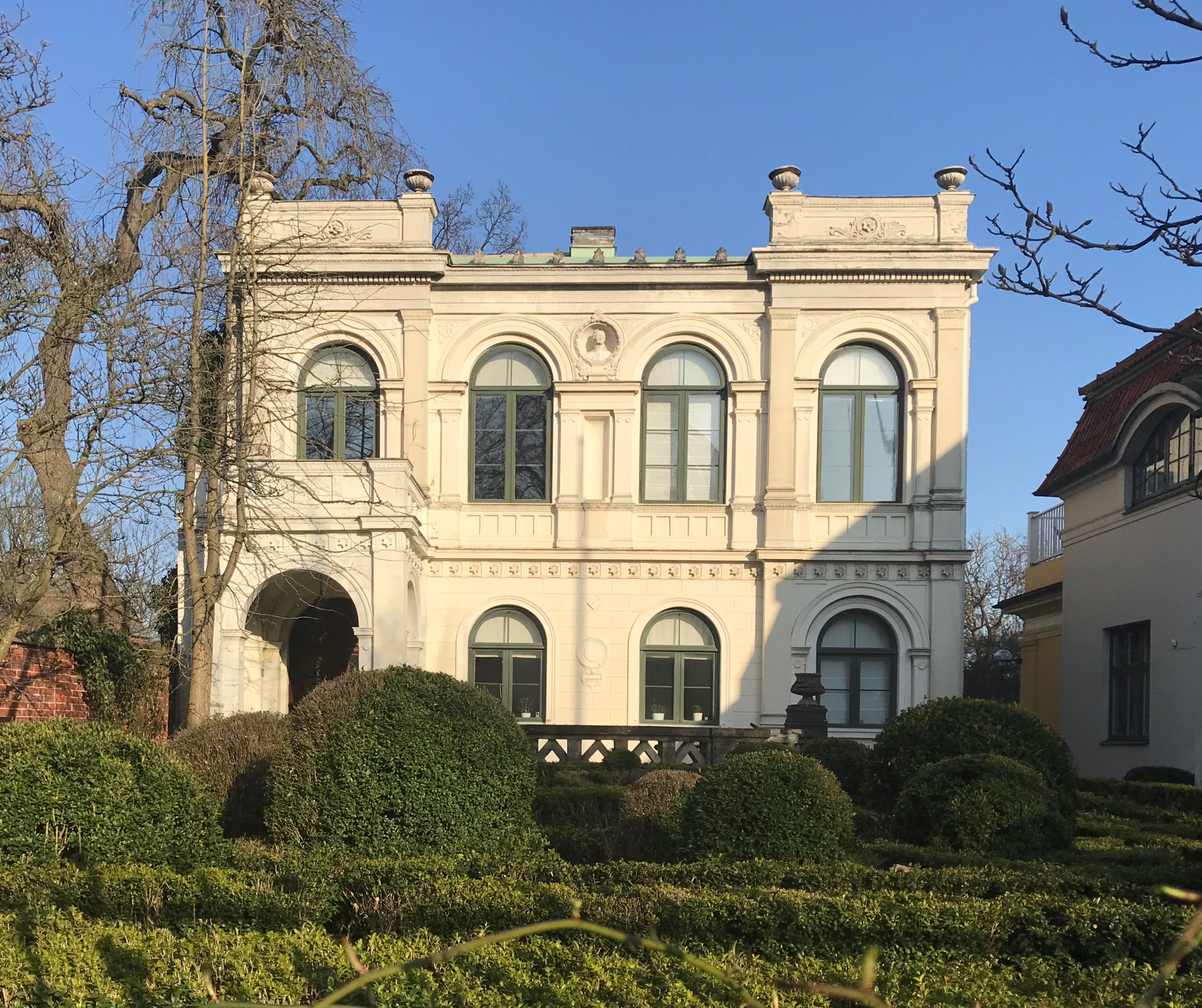
Зеттервальська вілла в Лунді
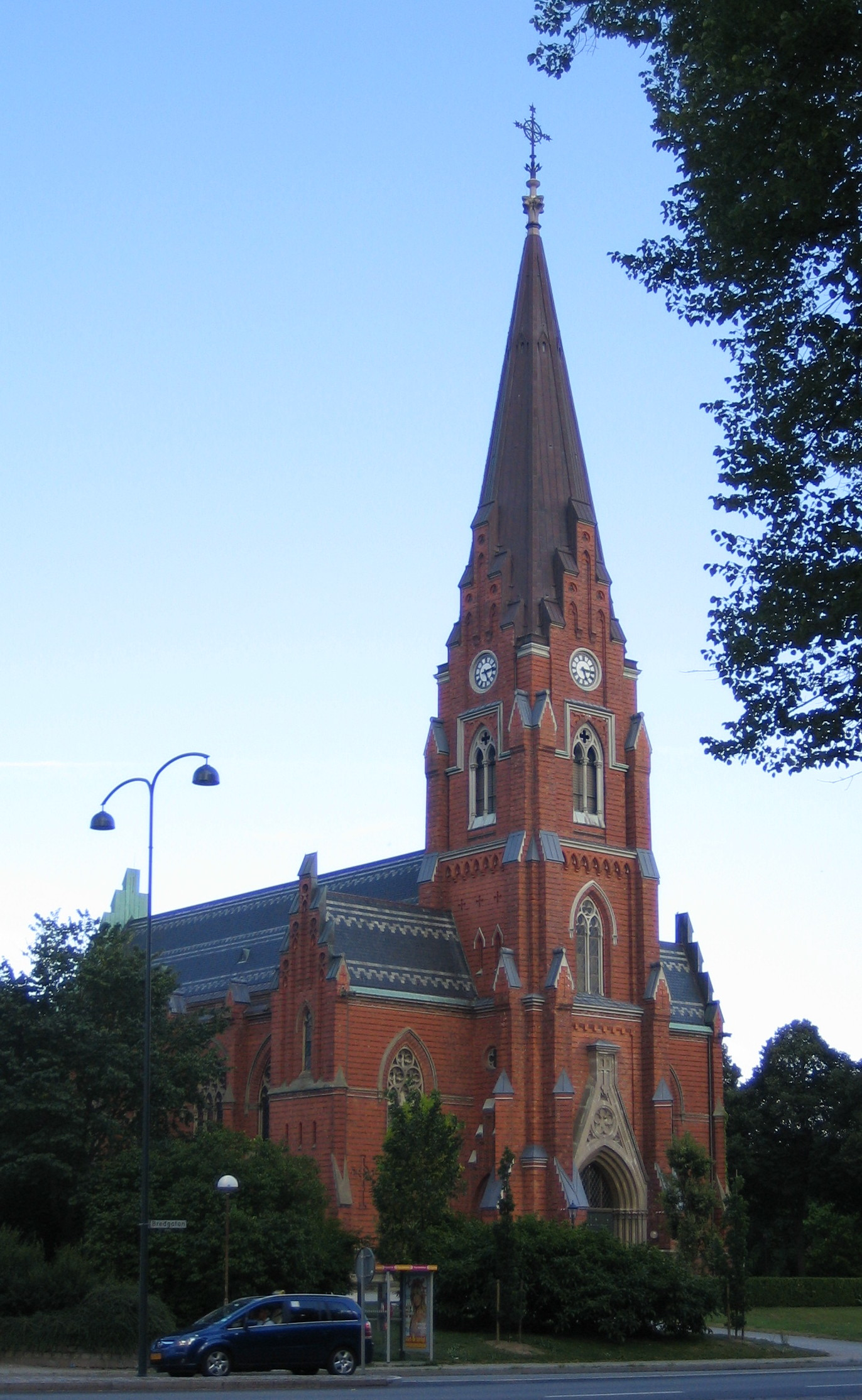
Allhelgonakyrkan в Лунді
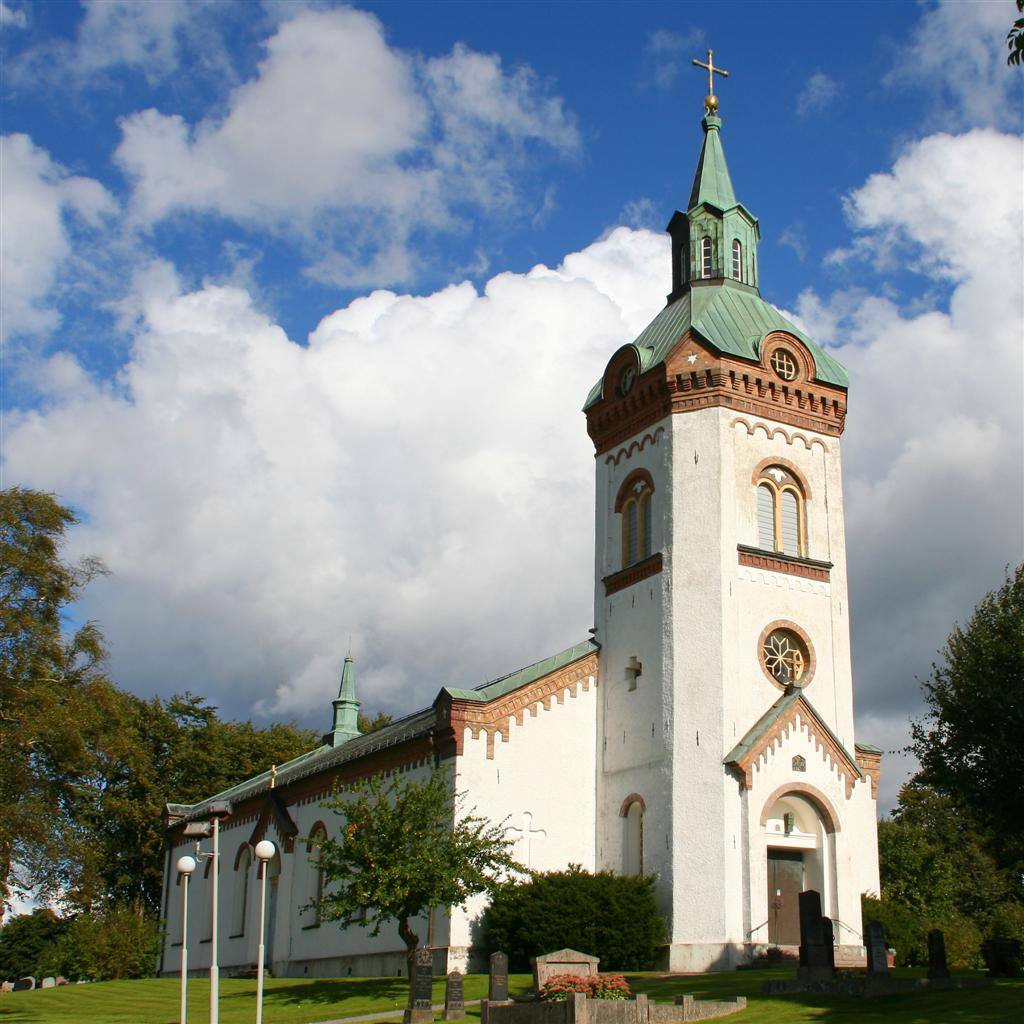
Церква Бьоркеторп
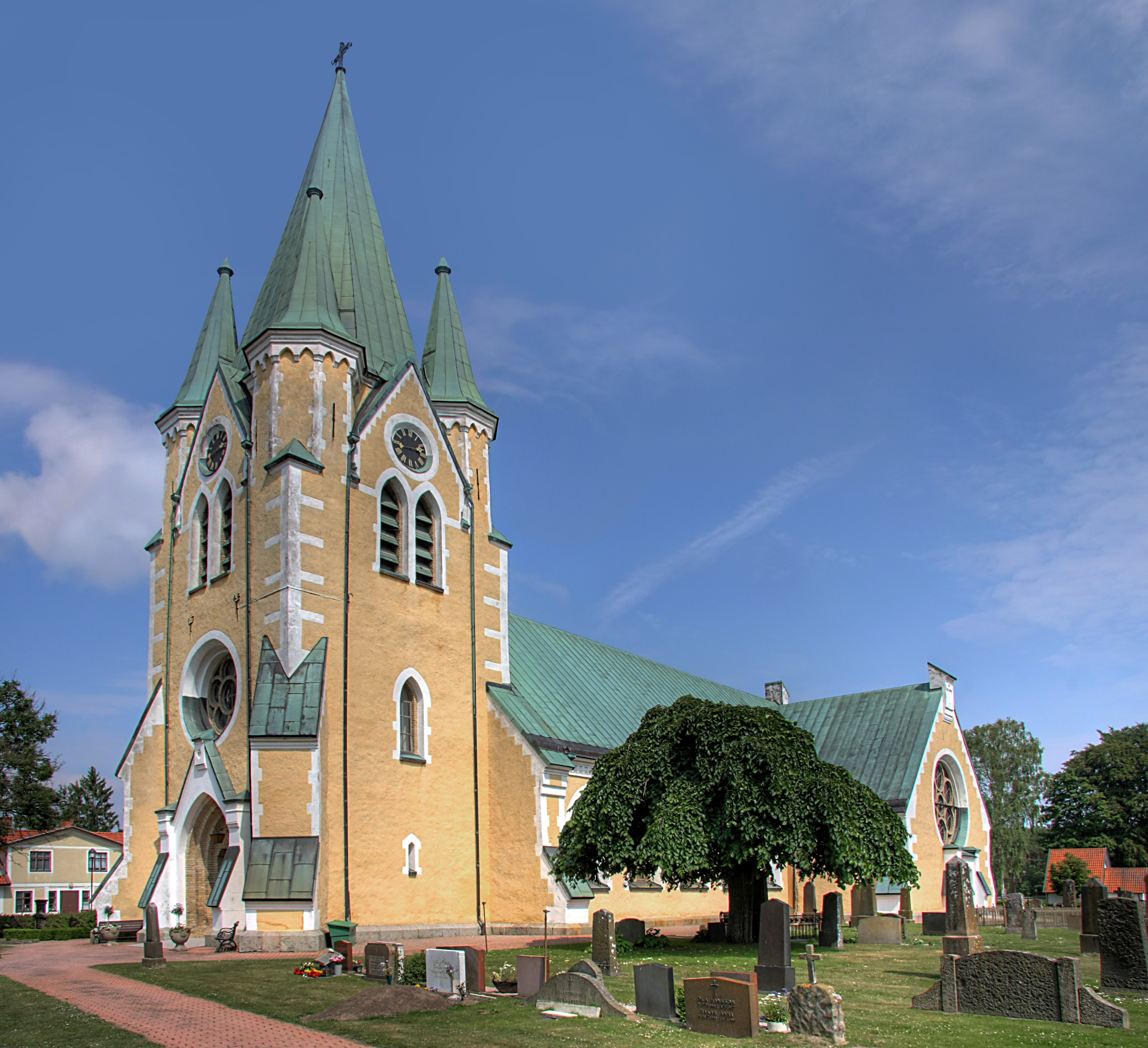
Церква Вестра-Врамс